# Статус-6
Вижте пояснителната страница за други значения на Посейдон.
Посейдон е руски безпилотен автономен подводен дрон с ядрен двигател и потенциално възможно въоръжен както с конвенционално, така и с ядрено или с термоядрено оръжие. Предназначението му е да поддържа стратегическия геополитически паритет между Русия и САЩ, служейки като дамоклев меч посредством реална заплаха от унищожение както на източното атлантическо, така и на западното тихоокеанско крайбрежие на САЩ, където е съсредоточен основния потенциал на САЩ.
Статус-6 е наименованието на подводния дрон Посейдон в периода на неговата разработка, преди въвеждането му на въоръжение на 8 август 2022 г. Подводният дрон е руска разработка на многоцелева оръжейна система предназначена да унищожи военноморските бази, инфраструктурата и икономиката в крайбрежната зона на потенциален противник. Оръжието е наричано „Торпедото на Сахаров“,на името на проф. Андрей Сахаров.
Статус-6 е ядрено оръжие на мегаторпедо с далекобойност 10 000 км, скорост 185 km/ч, способно да се придвижва на дълбочина до 1000 метра и калибър 1.6 метра. Водородния взрив е с мощност до 100 мегатона. Първоначално изпитанията на новото мегаторпедо ще бъдат от подводница „Белгород“ по проект 949А „Антей“, по която е изградена и потъналата на 12 април 2000 г. в Баренцово море - Курск.
Според руски експерти по глобална сигурност и геостратегия новата руска оръжейна система ще позволи поддържането на стратегически паритет в света и ще намали вероятността от ядрена война. Официално тя е отговор на американските планове за изграждане на ефективна противоракетна отбрана. Статус-6 като оръжейна система се свързва с най-новите разработки на руски ядрени подводници 5-то поколение. Според руски експерти, Статус-6 е „един ход напред“ в случай, че САЩ успеят да разработят своя ефективна и ефикасна противоракетна отбрана, способна да прихваща и неутрализира руските междуконтинентални балистични ракети.
Съществуват различни версии относно проекта, според някои това е елемент от руска хибридна война, но според други като Хилъри Клинтън, това е ново „военно предизвикателство“ за сигурността на САЩ. 
Разработката е възложена на конструкторско бюро „Рубин“ като водещо такова, което конструктивно успешно се е справило с много предходни задачи, като изграждането на новите руски подводници 4-то поколение по проект „Борей“.